# Thomen Stauch
Thomen Stauch, född 11 mars 1970, är en tysk trummis som spelade trummor i det tyska power-/speed-metalbandet Blind Guardian mellan år 1984 och 1985, samt mellan 1987 och 2005. Stauch lämnade Blind Guardian för att inleda en egen karriär med det nybildade bandet Savage Circus, där bland annat medlemmar från banden Persuader och Iron Savior ingår.
Han har medverkat i att skapa det konstnärliga musikstycket "And Then There Was Silence"; ett stycke som anses vara en hänvisning till Homeros Odyssén - vidare lär det ha tagit Strauch och Blind Guardian två år att färdigställa musikstycket.